# أمين بوحافة
أمين بوحافة (بالفرنسية: Amine Bouhafa)‏ (ولد في 10 يوليو 1986) هو مُلحن وموزع موسيقي تونسي، ظهر اهتمامه بالموسيقى منذ الصغر، حيث بدأ في العزف على البيانو منذ الطفولة ثم التحق بمعهد الموسيقى في تونس. تخصص بوحافة في هندسة الاتصالات وحصل على منحة لدراستها في فرنسا، وهناك درس الموسيقى مع الهندسة.

## أعماله
اشتهر بوحافة في مصر والعالم العربي بعد تلحينه للموسيقى التصويرية لعدة مسلسلات، وتلحينه لموسيقى شارات المسلسلات أيضًا. يوضح الجدول التالي المسلسلات التي شارك فيها بوحافة:
| اسم المسلسل    | تاريخ عرض المسلسل | مشاركة أمين بوحافة                               |
| -------------- | ----------------- | ------------------------------------------------ |
| الحشاشين       | مارس 2024         | الموسيقى التصويرية                               |
| هذا المساء     | يونيو 2017        | الموسيقى التصويرية                               |
| لا تطفيء الشمس | يونيو 2017        | الموسيقى التصويرية                               |
| ونوس           | يونيو 2016        | الموسيقى التصويرية وموسيقى شارة البداية والنهاية |
| جراند أوتيل    | يونيو 2016        | الموسيقى التصويرية وموسيقى شارة البداية والنهاية |
| الميزان        | يونيو 2016        | الموسيقى التصويرية                               |
| طريقي          | يونيو 2015        | الموسيقى التصويرية                               |
| حارة اليهود    | يونيو 2015        | الموسيقى التصويرية وموسيقى شارة البداية والنهاية |
| السيدة الأولى  | يوليو 2014        | الموسيقى التصويرية                               |
| جبل الحلال     | يوليو 2014        | الموسيقى التصويرية                               |
| مكان في القصر  | يوليو 2014        | الموسيقى التصويرية                               |
| باب الخلق      | يوليو 2012        | الموسيقى التصويرية                               |

## وصلات خارجية
- أمين بوحافة على موقع IMDb (الإنجليزية)
- أمين بوحافة على موقع قاعدة بيانات الأفلام العربية
- أمين بوحافة على موقع ألو سيني (الفرنسية)
- أمين بوحافة على موقع ميوزك برينز (الإنجليزية)
- أمين بوحافة على موقع أول موفي (الإنجليزية)
- أمين بوحافة على موقع قاعدة بيانات الأفلام السويدية (السويدية)
- أمين بوحافة على موقع ديسكوغز (الإنجليزية)
- أمين بوحافة على موقع ديسكوغز (الإنجليزية)
- أمين بوحافة على موقع قاعدة بيانات الفيلم (الإنجليزية)
- أمين بوحافة على موقع كينوبويسك (الروسية)

- الموقع الرسمي لأمين بوحافة
- ملف أمين بوحافة على قاعدة بيانات الأفلام على الإنترنت